# Jersild Live
Jersild Live var et ugentlig tv-program, der blev sendt direkte på DR1 i 2008-12. I programmet blev nogle af de emner, der havde været fremme inden for dansk politik i den forløbne uge, analyseret og diskuteret. Programmets vært var Jens Olaf Jersild, som hver uge havde besøg af to personer med stor erfaring inden for politik, bl.a. tidl. minister og chefredaktør Hans Engell, tidl. minister og overborgmester Ritt Bjerregaard og tidl. chefredaktør Bent Falbert.